# Камінський Юрій Сергійович
Ю́рій Сергі́йович Камі́нський (2 травня 1996) — український футболіст, воротар клубу «Гірник-спорт».

## Біографія
Юрій народився 2 травня 1996. Виступав в ДЮФЛ за ДЮФШ «Динамо» ім. Валерія Лобановського.
Після завершення навчання, улітку 2013 року, став гравцем молодіжного складу «Динамо», де провів один сезон, провывши три гри за команду U-19.
Улітку 2014 року був заявлений за другу динамівську команду, що грала в Першій лізі. У професіональних змаганнях Камінський дебютував 6 вересня 2015 року у виїзному матчі проти «Геліоса», який завершився внічию 1:1.
У липні 2016 року став гравцем «Полтави», але вже наприкінці жовтня того ж року залишив команду.